# Suraya Dalil
Pour les articles homonymes, voir Dalil.
Suraya Dalil, née en février 1970 à Kaboul, est une médecin et femme politique afghane qui a été ministre de la Santé publique de 2010 à 2014 et représentante permanente de son pays auprès des Nations unies à partir de novembre 2015.

## Biographie

### Jeunesse et éducation
Suraya Dalil naît à Kaboul en février 1970. Son père est enseignant et encourage son éducation malgré son caractère inhabituel à l'époque. Elle fréquente le lycée de Zarghona et est diplômée de l'université de médecine de Kaboul (en) en 1991,. Sa famille déménage ensuite à Mazâr-e Charîf, après que son père ait été blessé pendant la guerre civile,,.
En 2004, Suraya Dalil reçoit une bourse présidentielle pour fréquenter la Harvard School of Public Health (en) et obtient une maîtrise en santé publique en 2005,,.

### Carrière
Suraya Dalil travaille avec Médecins sans frontières pour fournir des soins de santé aux réfugiés tadjiks dans le nord de l'Afghanistan en 1992 et 1993. Elle travaille ensuite avec l'Organisation internationale pour les migrations en fournissant une assistance médicale aux réfugiés afghans de retour du Pakistan et d'Iran,,.
Elle commence à travailler avec l'UNICEF en Afghanistan en 1994. Elle supervise un projet à grande échelle de vaccination contre la rougeole et la poliomyélite. Lorsque les talibans atteignent Mazar-i-Sharif en 1998, elle s'enfuit à pied avec sa famille au Pakistan, où elle reprend son travail pour le bureau de l'UNICEF en Afghanistan, qui y est relocalisé. Après la chute des talibans, elle retourne à Kaboul en 2002 avec sa famille. Elle y travaille jusqu'en 2007, année où l'UNICEF la nomme chef du programme de santé et de nutrition en Somalie, où elle travaille jusqu'en décembre 2009.
En janvier 2010, Suraya Dalil est nommée ministre par intérim de la Santé publique par le président Hamid Karzaï. Elle est nommée ministre en mars 2012,. Elle initie diverses stratégies pour réduire les taux de mortalité infantile et maternelle,,.
En novembre 2015, le président Ashraf Ghani nomme Suraya Dalil représentante permanente du gouvernement de la république islamique d'Afghanistan auprès des Nations unies à Genève, ; elle est la première femme à occuper le poste.
Fin 2017, Suraya Dalil est nommée présidente de la Convention sur l'interdiction des mines antipersonnel (traité d'Ottawa), qui interdit l'utilisation, la production, le transfert et le stockage des mines antipersonnel. L'Afghanistan est l'un des pays les plus touchés par ces armes,. Sa présidence de la Convention prend fin fin 2018.

### Vie personnelle
La langue maternelle de Suraya Daly est l'ouzbek et elle parle également le dari, le pachto et l'anglais. Son mari est également médecin ; ils ont trois enfants,.

### Autres activités
- Champions internationaux du genre (en) (IGC), membre[15]

## Récompenses
En 2012, Suraya Dalil reçoit un prix de l'Union mondiale de la vaccination pour ses réalisations dans la mise en œuvre de la vaccination à l'échelle du pays. En 2014, elle reçoit une mention spéciale du Resolve Award du Global Leaders Council for Reproductive Health, reconnaissant les efforts de l'Afghanistan pour donner la priorité à la santé reproductive, maternelle et infantile.

## Publications
- Suraya Dalil, « Psychosocial assessment of children exposed to war-related violence in Kabul », Violence and Health: Proceedings of a WHO Global Symposiurn,‎ 2000, p. 174–1
- Suraya Dalil et UNICEF, Assessment of services and human resource needs for the development of the safe motherhood initiative in Afghanistan, Afghan Digital Libraries, 2002
- L. Bartlett, S. Mawji, S. Whitehead, C. Crouse et S. Dalil, « Where giving birth is a forecast of death: maternal mortality in four districts of Afghanistan, 1999–2002 », The Lancet, vol. 365, no 9462,‎ 2005, p. 864–870 (PMID 15752530, DOI 10.1016/S0140-6736(05)71044-8, S2CID 581020)
- Suraya Dalil et al., « Aid effectiveness in rebuilding the Afghan health system: a reflection », Global Public Health, vol. 9.sup1,‎ 2014, S124–S136 (PMID 24922192, PMCID 4136664, DOI 10.1080/17441692.2014.918162)
- Julio Frenk et Steven Hoffman, To Save Humanity:What Matters Most for a Healthy Future, Oxford University Press, 2015, 97–98 p. (ISBN 9780190221553, présentation en ligne), « Security for Our Shared Home »